# Раймон IV (граф на Тулуза)
Раймон IV Тулузки (на френски: Raymond IV de Toulouse; * ок.1042, † 1105), известен и като Раймон дьо Сен-Жил (на френски: Raymond de Saint-Gilles, по името на родния му град Сен-Жил близо до Ним), е граф на Тулуза (1094), маркиз на Прованс и херцог на Нарбона, един от най-силните феодали в Южна Франция.
Той е сред предводителите на Първия кръстоносен поход и проявява голяма храброст при превземането на Никея (1097 г.). През 1099 взема участие в превземането на Йерусалим, но отказва да стане крал и се връща в Европа. Отново участва в кръстоносния поход през 1101 г. и едва не загива в Кападокия. Между 1102 и 1105 г. обсажда Триполи, като строи крепостта Mons Peregrinus (Mont-Pèlerin), където умира през 1105 г.. Триполи е превзет след неговата смърт и става четвърта поред кръстоносна държава – Графство Триполи

## Първи кръстоносен поход
Раймон дьо Сен-Жил първи поема кръста измежду латинските принцове. Той иска да си издейства от папа Урбан ръководството на свещената война. Папата обаче иска да запази ръководната роля за църквата и определя за предводител на похода папския легат Адемар дьо Монтей, епископ на Пюил. Той произхожда от семейството на графове Валентиноа, а те са във васална зависимост от Раймон дьо Сен-Жил.
Раймон и Адемар лесно постигат разбирателство и потеглят в средата на октомври начело на огромна армия (Грусе я нарича „провансалска“), съставена от рицари от лимузенския, лангедокския и провансалския региони. Те прекосяват Ломбардия и навлизат в днешна Хърватия, където преминават през Истрия и Далмация. Преходът е труден – местностите са гористи, няма истински пътища, а жителите са недружелюбни. Добират се на византийска територия и са посрещнати от Йоан Комнин, тогава управител на Дурацо, който ги посреща приятелски. Въпреки това по пътя към Константинопол византийците ги следят отблизо чрез отряди на свои съюзници: печенеги, кумани, турци и българи. Възникват и редица инциденти, например при Пелагония печенегите атакуват Адемар, който е изостанал от основната група, а при Воден кръстоносците попадат в засада. В Роса избухва истинско сражение с местните жители и кръстоносците превземат града. За да си отмъстят, византийците атакуват при Родосто, но са отблъснати.

## Семейство
Графът сключва три брака, но на два пъти те са разтрогнати поради прекалено голяма степен на роднинска връзка. Отначало се жени за братовчедка си Ерменгарда, от която има син Бертран. Вторият му брак е с Матилда, дъщеря на Роже I Сицилиански. През 1094 година сключва брак с третата си жена Елвира, извънбрачно дете на краля на Кастилия Алфонсо Храбрия.